# Club Calcio Catania 1965-1966
Questa voce raccoglie le informazioni riguardanti il Club Calcio Catania nelle competizioni ufficiali della stagione 1965-1966.

## Stagione
La stagione 1965-1966 è l'ultima del binomio Ignazio Marcoccio e Carmelo Di Bella, l'età dell'oro ormai è al tramonto. Al calciomercato il primo a partire è Danova, destinato all'Atalanta in cambio di Graziano Landoni, anche Cinesinho lascia Catania per la Juventus, a sostituirlo dal Torino arriva Giancarlo Cella. Per irrobustire l'attacco, riecco Giovanni Fanello dal Napoli, e Bruno Petroni rientra dall'Atalanta. Il bel Catania delle scorse stagioni è solo uno sbiadito ricordo, si parte male, la prima vittoria arriva solo dopo undici partite e si continua peggio. Qualche sussulto d'orgoglio come la vittoria sulla "grande Inter" di quelle stagioni che poi vincerà lo scudetto, quella che resterà l'unica vittoria in trasferta a Varese, ma tutto insufficiente per raggiungere la salvezza. "Siamo in Serie B - dice Candido Cannavò - perché s'è fatto di tutto per andarvi, sarebbe bastato qualche errore in meno, per aggrapparsi al cocchio delle squadre che rimangono in Serie A." Il campionato si è concluso con l'indegna goleada subita a Milano (6-1), in Coppa Italia superate ai primi turni Reggina e Brescia, ci si ferma al terzo turno contro la Fiorentina. A campionato amaramente concluso la Coppa delle Alpi, dove l'esperienza svizzera è un buon banco di prova per alcuni giovani che potrebbero tornare utili in Serie B.

## Rosa
| N. |                   | Ruolo | Calciatore            |
| -- | ----------------- | ----- | --------------------- |
|    | Italia (bandiera) | P     | Giuseppe Vavassori    |
|    | Italia (bandiera) | P     | Pier Luigi Branduardi |
|    | Italia (bandiera) | P     | Luigi Criscuolo       |
|    | Italia (bandiera) | D     | Renato Rambaldelli    |
|    | Italia (bandiera) | D     | Luciano Buzzacchera   |
|    | Italia (bandiera) | D     | Giorgio Michelotti    |
|    | Italia (bandiera) | D     | Remo Bicchierai       |
|    | Italia (bandiera) | D     | Giampaolo Lampredi    |
|    | Italia (bandiera) | D     | Adamo Puccini         |
|    | Italia (bandiera) | D     | Gianfranco Bertoletti |
|    | Italia (bandiera) | D     | Sergio Rossetti       |

| N. |                      | Ruolo | Calciatore         |
| -- | -------------------- | ----- | ------------------ |
|    | Italia (bandiera)    | D     | Giancarlo Cella    |
|    | Italia (bandiera)    | C     | Renzo Fantazzi     |
|    | Italia (bandiera)    | C     | Giancarlo Magi     |
|    | Italia (bandiera)    | C     | Graziano Landoni   |
|    | Italia (bandiera)    | C     | Isidoro Artico     |
|    | Danimarca (bandiera) | A     | Kurt Christensen   |
|    | Italia (bandiera)    | A     | Carlo Facchin      |
|    | Italia (bandiera)    | A     | Giovanni Fanello   |
|    | Italia (bandiera)    | A     | Alvaro Biagini     |
|    | Italia (bandiera)    | A     | Bruno Petroni      |
|    | Argentina (bandiera) | A     | Salvador Calvanese |

## Risultati

### Serie A

#### Girone di andata
| Arbitro: | Marengo (Chiavari) |

|                                         |           |             |
| Maestri 25’ De Paoli 32’, 44’ Salvi 77’ | Marcatori | 38’ Facchin |

| Arbitro: | Di Tonno (Lecce) |

|                            |           |  |
| Cané 22’, 47’ Altafini 26’ | Marcatori |  |

| Arbitro: | Pieroni (Roma) |

|             |           |                                      |
| Fanello 83’ | Marcatori | 16’ Vinicio 88’ Colausig 90’ Savoini |

| Arbitro: | Francescon (Padova) |

|  |           |                                         |
|  | Marcatori | 23’ Morrone 41’ Nuti 62’ (rig.) Maschio |

| Arbitro: | Acernese (Roma) |

|                                            |           |             |
| Facchetti 59’ Bedin 65’ Mazzola 79’ (rig.) | Marcatori | 64’ Facchin |

| Arbitro: | Roversi (Bologna) |

|          |           |               |
| Magi 87’ | Marcatori | 75’ Stacchini |

| Arbitro: | Orlando (Bergamo) |

|                                            |           |  |
| Lazzotti 54’ Micheli 56’ (rig.) 62’ (rig.) | Marcatori |  |

| Arbitro: | Pieroni (Roma) |

|            |           |              |
| Artico 24’ | Marcatori | 68’ Pascutti |

| Arbitro: | Righi (Milano) |

|                |           |  |
| Frustalupi 64’ | Marcatori |  |

| Arbitro: | Di Tonno (Lecce) |

|                       |           |                    |
| Bicchierai 57’ (aut.) | Marcatori | 52’ (rig.) Facchin |

| Arbitro: | Carminati (Milano) |

|                            |           |          |
| Calvanese 58’ Fantazzi 79’ | Marcatori | 46’ Riva |

| Catania 12 dicembre 1965 12ª giornata | Catania        | 0 – 0 | Lazio | Stadio Cibali\| Arbitro: \| Righi (Milano) \| |
| Arbitro:                              | Righi (Milano) |       |       |                                               |

| Arbitro: | Righetti (Torino) |

|                |           |                       |
| Boninsegna 15’ | Marcatori | 4’ (rig.) 88’ Petroni |

| Arbitro: | Francescon (Padova) |

|                            |           |                         |
| Hitchens 16’, 54’ Nova 73’ | Marcatori | 62’ Petroni 82’ Facchin |

| Catania 2 gennaio 1966 15ª giornata | Catania             | 0 – 0 | SPAL | Stadio Cibali\| Arbitro: \| Lo Bello (Siracusa) \| |
| Arbitro:                            | Lo Bello (Siracusa) |       |      |                                                    |

| Arbitro: | Motta (Monza) |

|                                        |           |  |
| Simoni 25’, 60’ Orlando 51’ Rosato 68’ | Marcatori |  |

| Arbitro: | Francescon (Padova) |

|             |           |             |
| Fanello 80’ | Marcatori | 17’ Sormani |

#### Girone di ritorno
| Arbitro: | Vitullo (Roma) |

|                 |           |               |
| Buzzacchera 53’ | Marcatori | 79’ Rizzolini |

| Catania 30 gennaio 1966 19ª giornata | Catania           | 0 – 0 | Napoli | Stadio Cibali\| Arbitro: \| D'Agostini (Roma) \| |
| Arbitro:                             | D'Agostini (Roma) |       |        |                                                  |

| Arbitro: | Roversi (Bologna) |

|             |           |  |
| Vinicio 45’ | Marcatori |  |

| Firenze 13 febbraio 1966 21ª giornata | Fiorentina                   | 0 – 0 | Catania | Stadio Comunale\| Arbitro: \| De Robbio (Torre Annunziata) \| |
| Arbitro:                              | De Robbio (Torre Annunziata) |       |         |                                                               |

| Arbitro: | D'Agostini (Roma) |

|             |           |  |
| Facchin 19’ | Marcatori |  |

| Arbitro: | Carminati (Milano) |

|                          |           |  |
| Bercellino II 14’ (rig.) | Marcatori |  |

| Catania 6 marzo 1966 24ª giornata | Catania           | 0 – 0 | Foggia & Incedit | Stadio Cibali\| Arbitro: \| Varazzani (Parma) \| |
| Arbitro:                          | Varazzani (Parma) |       |                  |                                                  |

| Arbitro: | Politano (Cuneo) |

|                 |           |  |
| Vastola 8’, 67’ | Marcatori |  |

| Arbitro: | Gonella (Asti) |

|                      |           |                                   |
| Facchin 17’ Magi 79’ | Marcatori | 39’ Novelli 42’ Cristin 75’ Salvi |

| Arbitro: | Righi (Milano) |

|             |           |  |
| Facchin 33’ | Marcatori |  |

| Arbitro: | Motta (Monza) |

|                                          |           |             |
| Rizzo 21’ Greatti 28’ Longoni 64’ (rig.) | Marcatori | 53’ Fanello |

| Arbitro: | De Marchi (Pordenone) |

|            |           |            |
| Vitali 35’ | Marcatori | 4’ Fanello |

| Arbitro: | Acernese (Roma) |

|                           |           |  |
| Facchin 22’, 43’ Magi 87’ | Marcatori |  |

| Catania 1º maggio 1966 31ª giornata | Catania             | 0 – 0 | Atalanta | Stadio Cibali\| Arbitro: \| Bernardis (Trieste) \| |
| Arbitro:                            | Bernardis (Trieste) |       |          |                                                    |

| Arbitro: | Angonese (Mestre) |

|                              |           |  |
| Muzzio 9’, 79’ Innocenti 84’ | Marcatori |  |

| Arbitro: | De Robbio (Torre Annunziata) |

|  |           |                      |
|  | Marcatori | 5’ Simoni 14’ Meroni |

| Arbitro: | Bigi (Padova) |

|                                                          |           |                    |
| Sormani 4’, 23’, 53’, 67’ (rig.) Trapattoni 7’ Maddè 90’ | Marcatori | 57’ (aut.) Maldini |

### Coppa Italia
| Arbitro: | De Robbio (Torre Annunziata) |

|  |           |             |
|  | Marcatori | 79’ Fanello |

| Arbitro: | Varazzani (Parma) |

|                            |           |                       |
| Cella 12’ Facchin 52’, 73’ | Marcatori | 4’ Frisoni 28’ Brulls |

| Arbitro: | Motta (Monza) |

|             |           |  |
| Morrone 52’ | Marcatori |  |

### Coppa delle Alpi
| Arbitro: | Ozman Uber |

|  |           |            |
|  | Marcatori | 3’ Fanello |

| Arbitro: | Dienst |

|           |           |  |
| Fuchs 79’ | Marcatori |  |

| Losanna 11 giugno 1966 3º incontro | Servette  | 0 – 0 | Catania | Stade Olympique de la Pontaise\| Arbitro: \| De Robbio \| |
| Arbitro:                           | De Robbio |       |         |                                                           |

| Arbitro: | Carminati |

|                            |           |  |
| Lehmann 82’ Theunissen 86’ | Marcatori |  |

## Statistiche

### Statistiche di squadra
| Competizione | Punti | In casa | In casa | In casa | In casa | In casa | In casa | In trasferta | In trasferta | In trasferta | In trasferta | In trasferta | In trasferta | Totale | Totale | Totale | Totale | Totale | Totale | DR  |
| Competizione | Punti | G       | V       | N       | P       | Gf      | Gs      | G            | V            | N            | P            | Gf           | Gs           | G      | V      | N      | P      | Gf     | Gs     | DR  |
| ------------ | ----- | ------- | ------- | ------- | ------- | ------- | ------- | ------------ | ------------ | ------------ | ------------ | ------------ | ------------ | ------ | ------ | ------ | ------ | ------ | ------ | --- |
| Serie A      | 22    | 17      | 4       | 9       | 4       | 14      | 16      | 17           | 1            | 3            | 13           | 10           | 40           | 34     | 5      | 12     | 17     | 24     | 56     | -32 |
| Coppa Italia |       | 1       | 1       | 0       | 0       | 3       | 2       | 2            | 1            | 0            | 1            | 1            | 1            | 3      | 2      | 0      | 1      | 4      | 3      | +1  |
| Totale       |       | -       | -       | -       | -       | -       | -       | -            | -            | -            | -            | -            | -            | -      | -      | -      | -      | -      | -      | -   |

### Statistiche dei giocatori
| Giocatore      | Serie A  | Serie A | Coppa Italia | Coppa Italia | Totale   | Totale |
| Giocatore      | Presenze | Reti    | Presenze     | Reti         | Presenze | Reti   |
| -------------- | -------- | ------- | ------------ | ------------ | -------- | ------ |
| I. Artico      | 16       | 1       | ?            | ?            | 16+      | 1+     |
| G. Bertoletti  | 3        | 0       | ?            | ?            | 3+       | 0+     |
| A. Biagini     | 18       | 0       | ?            | ?            | 18+      | 0+     |
| R. Bicchierai  | 23       | 0       | ?            | ?            | 23+      | 0+     |
| P. Branduardi  | 10       | -9      | ?            | ?            | 10+      | -9+    |
| L. Buzzacchera | 25       | 1       | ?            | ?            | 25+      | 1+     |
| S. Calvanese   | 17       | 1       | ?            | ?            | 17+      | 1+     |
| G. Cella       | 28       | 0       | ?            | ?            | 28+      | 0+     |
| K. Christensen | 5        | 0       | ?            | ?            | 5+       | 0+     |
| L. Criscuolo   | 1        | -6      | ?            | ?            | 1+       | -6+    |
| C. Facchin     | 32       | 9       | ?            | ?            | 32+      | 9+     |
| G. Fanello     | 30       | 4       | ?            | ?            | 30+      | 4+     |
| R. Fantazzi    | 25       | 1       | ?            | ?            | 25+      | 1+     |
| G. Lampredi    | 20       | 0       | ?            | ?            | 20+      | 0+     |
| G. Landoni     | 5        | 0       | ?            | ?            | 5+       | 0+     |
| G. Magi        | 25       | 3       | ?            | ?            | 25+      | 3+     |
| G. Michelotti  | 5        | 0       | ?            | ?            | 5+       | 0+     |
| B. Petroni     | 23       | 3       | ?            | ?            | 23+      | 3+     |
| A. Puccini     | 9        | 0       | ?            | ?            | 9+       | 0+     |
| R. Rambaldelli | 29       | 0       | ?            | ?            | 29+      | 0+     |
| S. Rossetti    | 2        | 0       | ?            | ?            | 2+       | 0+     |
| G. Vavassori   | 24       | -39     | ?            | ?            | 24+      | -39+   |